# Старое Зимино
Старое Зимино — село в Захаровском районе Рязанской области России, входит в состав Плахинского сельского поселения.

## География
Село расположено на берегу реки Пальная в 13 км на северо-запад от центра поселения села Плахино, в 28 км на север от райцентра села Захарово.

## История
Воскресенская церковь в селе Зимине упоминается в окладных книгах 1676 года, где в приходе значилось 25 дворов боярских детей и двор боярский. В 1776 году помещицей майоршей Пелагеей Алексеевной Денисьевой была построена деревянная церковь Обновления храма Воскресения, с приделами Тихвинским и Георгиевским. В 1854 году помещиком Желтухиным была построена каменная Воскресенская церковь с приделами Никольским и Тихвинским.
В XIX — начале XX века село входило в состав Токаревской волости Михайловского уезда Рязанской губернии. В 1905 году в селе было 76 дворов.
С 1929 года село являлось центром Зиминского сельсовета Захаровского района Рязанского округа Московской области, с 1937 года — в составе  Рязанской области, с 2005 года — в составе  Плахинского сельского поселения.

## Население
| 1859 | 1905 | 2010 | 2023 |
| ---- | ---- | ---- | ---- |
| 414  | ↗532 | ↘73  | ↗76  |

## Достопримечательности
В селе находится полуразрушенная Воскресенская церковь (1854). 